# إكنكار
إيكنكار (بالإنجليزية: Eckankar)‏ وتعني:الزملاء مع الله، هي حركة دينية جديدة أسسها بول تويتشيل في عام 1965.
إيكينكار بشكل عام هي ديانة نشأت في العصر الحديث، وهي جماعة دينية غير ربحية تضم في عضويتها أكثر من 100 دولة، وتضم الديانة حوالي 100 ألف تابع، إلى جانب خمسة ملايين آخرين حول العالم، المعبد الروحي للديانة هو معبد إيك (بالإنجليزية: ECK)‏ في تشانهاسين بمينيسوتا.
لا تنتمي حركة إيكنكار مع أي جماعة دينية أخرى. ويعتقد أتباعها ان الغرض من ظهور تلك الديانة هو مساعدة الأفراد لايجاد طريقها إلى الله من خلال التجارب الروحية الشخصية المباشرة.
الحركة تعلم تمارين بسيطة الروحية، مثل الغناء، ووأدعية وترانيم مثل «أغنية حب الله» والتعرف على وجود الروح القدس.
هارولد كليمب هو الزعيم الروحي الحالي للديانة.

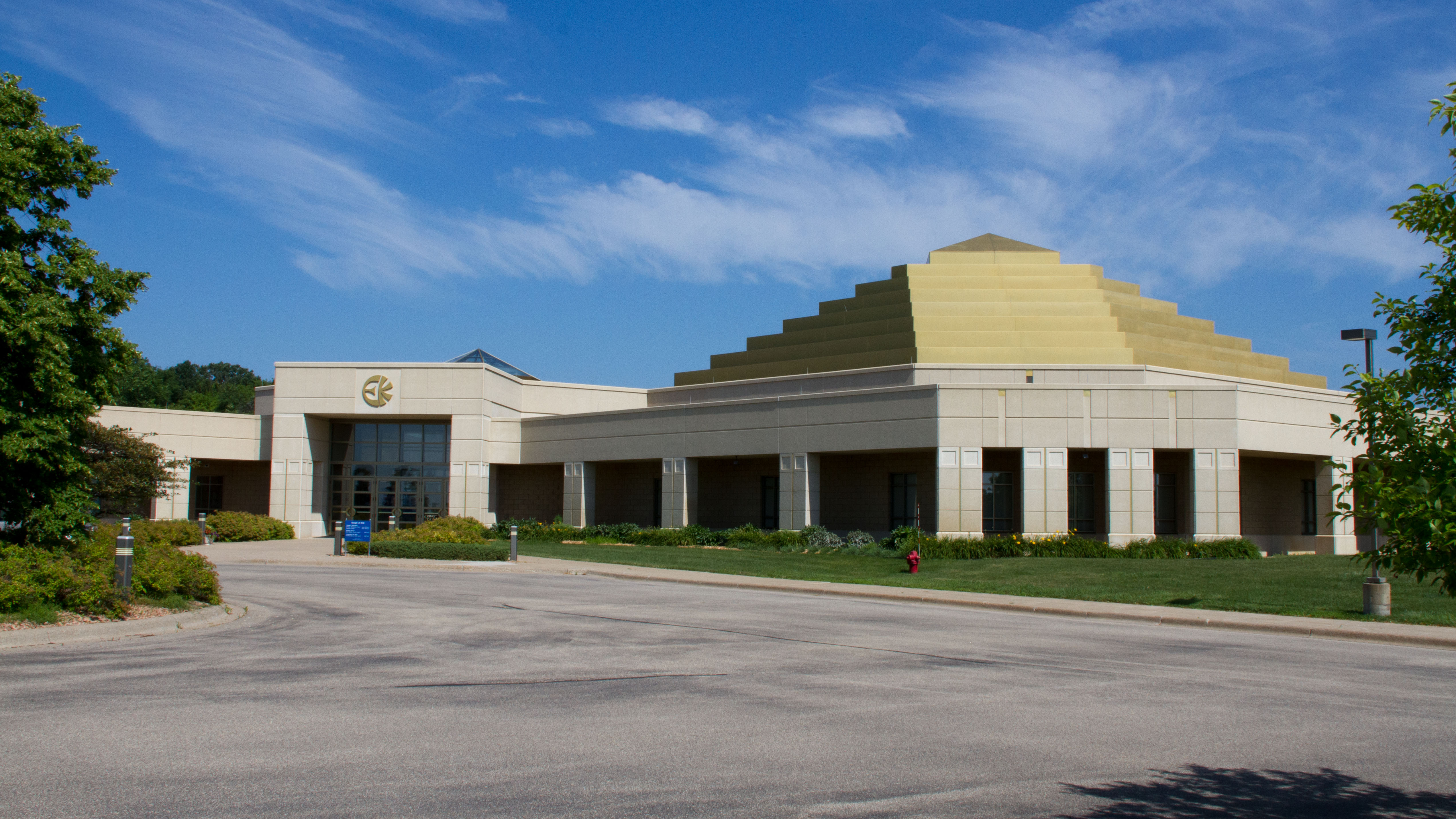
معبد ايك

## المبادئ الأساسية
من المبادئ الأساسية هو أن النفس (الذات الحقيقية) قد تستطيع الانفصال عن الجسد المادي والسفر بالوعي الكامل وبحرية لأماكن أخرى. وتعتمد هذه الحركة على الخبرات الروحية الشخصية باعتبارها السبيل الأكثر طبيعية للعودة إلى الله، ويتحقق هذا عن طريق سفرالروح وتحويل الوعي خارج الجسم ليمتزج مع الكون.
ويتم استخدام بعض العبارات أو الأناشيد لتسهيل النمو الروحي، ويعتبر أحد الممارسة الروحية الهامة في اكانكار هو الغناء أو ترديد هو جين تاو، وقد استخدمت تلك العبارة في الطرق الصوفية وغيرها من التقاليد الزهدية، ويعتبر «ترنيمة حب لله» في اكانكار من أهم الاغاني والترانيم في الديانة.
الأحلام تعتبر أداه تعليمية هامة، حيث أن على المرء الاستفادة من تلك الأحلام والرؤى.
التحرير الروحي متاح لجميع الاعمار، وانه على المرء التحرر روحيا.

## الكتب المقدسة
شاريت-كي-سوجماد هو الكتاب المقدس في الديانة الذي يعني «الطريق للأبدية»، ويضم اثنين من الكتب التي تخبر المعني الروحي والغرض كما هو مكتوب من قبل ماهانتا، هناك أيضا سلسلة من كتابات ساتسانج والتي تتوفر مع العضوية السنوية في الحركة. وهناك أيضا فئات ساتسانج المتاحة لدراسة الخطابات مع الآخرين، وكذلك بشكل فردي.

## وجهات نظر عن الديانة
بعض العلماء والباحثين يعتقدون أن ايكانكار مستمدة جزئيا من الديانة السيخية، بالإضافة أن اسم الحركة نفسها شبيك لمصطلح إيك أونكار الذي يشير إلى الإله الواحد في السيخية، وهي الكلمة الافتتاحية في كتاب الجورو جرانث صاحب.

### انتقادات
تعرضت الديانة لعدة انتقادات داخل وخارج الولايات المتحدة الأمريكية، بالإضافة انه تم نشر مقالات في بعض الصحف لنقد الحركة ونقد مؤسسها بول تويتشيل.

## روابط خارجية
- الموقع الرسمي للديانة